# Пузанчиков Микола Іванович
Микола Іванович Пузанчиков (13 травня 1891, село Тимоніно Бронницького повіту Московської губернії, тепер Раменського міського округу Московської області, Російська Федерація — 1973, село Кривци Раменського району, тепер Раменського міського округу Московської області, Російська Федерація) — радянський діяч, голова колгоспу імені Молотова (з 1957 року — «40 років Жовтня») Раменського району Московської області. Депутат Верховної Ради СРСР 4—5-го скликань. Герой Соціалістичної Праці (30.01.1957).

## Життєпис
Народився в селянській родині. Освіта початкова: закінчив земську трирічну школу. Трудову діяльність розпочав у 1904 році шкіряником (гарбарем) на фабриці. Потім був різноробом, працював у сільському господарстві.
У 1931—1941 роках — бригадир, завідувач молочнотоварної ферми колгоспу «Маяк» Раменського району Московської області.
У 1941—1950 роках — голова правління колгоспу «Маяк» Раменського району Московської області.
Член ВКП(б) з 1943 року.
У 1950—1960 роках — голова правління колгоспу імені Молотова (з 1957 року — «40 років Жовтня») Кривцовської сільської ради Раменського (потім — Люберецького) району Московської області. 
З 1960 року — персональний пенсіонер у селі Кривци Раменського району Московської області..
Помер у 1973 році в селі Кривци Раменського району Московської області. Похований на Старому цвинтарі селі Кривци Раменського району Московської області.

## Нагороди
- Герой Соціалістичної Праці (30.01.1957)
- орден Леніна (30.01.1957)
- орден Трудового Червоного Прапора (7.04.1949)
- медаль «За трудову доблесть» (5.02.1944)